# La Mongie
La Mongie är en vintersportort i departementet Hautes-Pyrénées i regionen Occitanien i Frankrike. Vissa år har Tour de France passerat här.

### Fotnoter
1. ↑  Marit Sundberg (10 februari 2015). ”De nio bästa okända skidorterna”. Dagens nyheter. http://www.dn.se/resor/nyheter/de-nio-basta-okanda-skidorterna/. Läst 3 mars 2016.
2. ↑  ”La Mongie dans le Tour de France” (på franska). Le dico du tour. Arkiverad från originalet den 29 oktober 2013. https://web.archive.org/web/20131029213412/http://ledicodutour.perso.sfr.fr/villes_etapes/villes_l/la_mongie.htm. Läst 13 februari 2014.